# Dirofilaria
Dirofilariile (Dirofilaria) (din greaca dirus = crud, hain, sângeros, cumplit, îngrozitor, filum = fir subțire) este un gen de nematode filaroide (filarii), din familia Onchocercidae, subfamilia Dirofilariinae. Cuprinde specii care se întâlnesc atât în regiunile calde, cât și în cele temperate; au fost semnalate atât la om, cât și la animale (câine, pisică, vulpe, lup etc.).  Provoacă parazitoze numite dirofilarioze.

## Specii
În genul Dirofilaria au fost descrise aproximativ 50 de specii, dar numai 47 au fost validate, împărțite în două subgenuri: Dirofilaria (specii cu afinitate cardio-vasculară) și Nochtiella (specii cu tropism subcutanat și conjunctival).
1. Dirofilaria acutiuscula Molin, 1858
2. Dirofilaria aethiops  Webber, 1955
3. Dirofilaria ailure Ryjikov & Románova, 1961
4. Dirofilaria asymmetrica Kreis, 1938
5. Dirofilaria cancrivori Eberhard, 1978
6. Dirofilaria conjunctivae Addario, 1885
7. Dirofilaria corynodes Linstow, 1899
8. Dirofilaria desportesi Choquette, 1952
9. Dirofilaria digitata Chandler, 1929
10. Dirofilaria fausti Skrjabin & Shikhobalova, 1948
11. Dirofilaria freitasi Machado de Mendonca, 1949
12. Dirofilaria genettae Baylis, 1928
13. Dirofilaria hystrix Canavan, 1929
14. Dirofilaria immitis (Leidy, 1856)
15. Dirofilaria incrassata Molin, 1858
16. Dirofilaria indica Chakravarty, 1936
17. Dirofilaria kuelzii Rodenwalt, 1910
18. Dirofilaria linstowi Dissanaike, 1972
19. Dirofilaria louisianensis Faust, 1941
20. Dirofilaria lutrae Orihel, 1965
21. Dirofilaria macacae Sandground, 1933
22. Dirofilaria macrodemos Eberhard, 1978
23. Dirofilaria magalhaesi Blanchard, 1896
24. Dirofilaria magnilarvata Price, 1959
25. Dirofilaria minor Sandground, 1933
26. Dirofilaria nasuae Mazza, 1926
27. Dirofilaria ochmanni Fuelleborn, 1908
28. Dirofilaria panamensis Eberhard, 1978
29. Dirofilaria pongoi Vogel & Vogelsang, 1930
30. Dirofilaria reconditum
31. Dirofilaria repens Railliet & Henry, 1911
32. Dirofilaria roemeri Linstow, 1905
33. Dirofilaria sachsi Shoho, 1974
34. Dirofilaria schoutedeni Vuylsteke & Rodhain, 1938
35. Dirofilaria spectans Freitas & Lent, 1949
36. Dirofilaria spinosa Canavan, 1929
37. Dirofilaria spirocauda Leidy, 1858
38. Dirofilaria striata Molin, 1858
39. Dirofilaria subcutaenea Linstow, 1899
40. Dirofilaria subdermata Mönnig, 1924
41. Dirofilaria sudanensis Linstow, 1903
42. Dirofilaria tawila Khalil, 1932
43. Dirofilaria tenuis Chandler, 1942
44. Dirofilaria timidi Gubanov & Fedorov, 1966
45. Dirofilaria uniformis Price, 1957
46. Dirofilaria ursi Yamaguti, 1941
47. Dirofilaria websteri Cobbold, 1879